# Brandschutzfenster
Brandschutzfenster verhindern den Brandüberschlag an oder in Gebäuden.
An Brandschutzfenster werden wie bei Brandschutztüren und auch anderen Bauelementen für Öffnungen in Brandschutzwänden verschiedene Ansprüche an den Feuerwiderstand gestellt, von 30 Minuten (F30) bis zu 120 Minuten (F120) und mehr (Klassen der Widerstandszeit). Fenster im Außenbereich werden nach europäischen Regeln gekennzeichnet. Die Klassifizierungen gehen von EI30 bis i. d. R. EI90 (E=Raumabschluss; I=Isolation). Ergänzt werden diese Klassifizierungen je nach Mitgliedstaat durch „C“ (closing = Selbstschließung) und/oder durch „S“ (smoke = Rauchdichtigkeit). Mit tiefgestellten Zahlen (Subskript) erfolgt eine weitere Differenzierung.
Es handelt sich dabei meist um Festverglasung, die aus einem speziellen Rahmen (Holz oder Aluminium) und einer Brandschutzverglasung (Monoglas oder Isolierglas) bestehen. Der Einsatz ist sowohl als Innen- als auch als Außenanwendung möglich. Gesetzlichen Energiesparanforderungen, wie z. B. durch die deutschen EnEV, kann durch Brandschutz-Isolierglas entsprochen werden.
In Deutschland unterliegen bewegliche Brandschutzeinrichtungen einer Fremdüberwachung. Dies dient der Sicherstellung der Einhaltung der betreffenden Zulassung und ihrer Verarbeitungsanleitungen. Ohne diese Fremdüberwachung dürfen keine beweglichen Brandschutzeinrichtungen in Verkehr gebracht werden.
Die Kennzeichnung erfolgt bei der Innenanwendung über ein Schild an den Elementen auf dem die Zulassung, der Hersteller, das Herstellungsjahr und die Überwachungsorganisation enthalten sein muss. Bei Fenster für die Außenanwendung ist die CE-Kennzeichnung und das Bereitstellen der Leistungserklärung Pflicht.
Brandschutzfenster werden in der Regel aus Metall oder Holz gefertigt.

## Feuerwiderstandsklassen G für Brandschutzfenster
Ein wichtiger Aspekt bei Brandschutzfenstern sind die Feuerwiderstandsklassen G, die speziell für verglaste Bauteile definiert sind. Die Klasse G steht für feuerhemmende Verglasungen, die im Brandfall für eine bestimmte Zeit das Durchdringen von Feuer und Rauch verhindern, jedoch ohne zusätzlichen Wärmeschutz.
Die Klassifizierung erfolgt in Minutenangaben wie G30, G60 oder G90, wobei die Zahl die Dauer in Minuten angibt, während der die Verglasung ihre Funktion erfüllt. Zum Beispiel bedeutet G30, dass das Brandschutzfenster mindestens 30 Minuten lang feuerhemmend wirkt.
Brandschutzverglasungen der Klasse G sind darauf ausgelegt, die Integrität der Trennwand aufrechtzuerhalten, indem sie Flammen und heiße Gase zurückhalten. Sie bieten jedoch keinen Wärmedämmwert, was bedeutet, dass die Wärmestrahlung auf die dem Feuer abgewandte Seite nicht begrenzt wird. Daher sind sie besonders geeignet für Bereiche, in denen eine Sichtverbindung gewünscht ist, aber kein vollständiger Wärmeschutz erforderlich ist.
Die rechtlichen Grundlagen für Feuerwiderstandsklassen G sind in Normen wie der DIN 4102 und der DIN EN 13501-2 festgelegt. Bei der Planung von Gebäuden ist es wichtig, die spezifischen Anforderungen der Landesbauordnungen und des vorbeugenden Brandschutzes zu berücksichtigen, um die geeignete Feuerwiderstandsklasse zu wählen.
Zusammenfassend sind Feuerwiderstandsklassen G ein entscheidender Faktor für die Sicherheit in Gebäuden, da sie helfen, die Ausbreitung von Feuer und Rauch zu verhindern und somit Personen und Sachwerte zu schützen.

## Feuerwiderstandsklassen F für Brandschutzfenster
Neben den Feuerwiderstandsklassen G existieren auch die Feuerwiderstandsklassen F, die einen erweiterten Schutz bieten. Die Klasse F steht für feuerbeständige Verglasungen, die nicht nur das Durchdringen von Feuer und Rauch verhindern, sondern auch eine effektive Wärmedämmung gewährleisten. Das bedeutet, dass die Wärmeübertragung auf die dem Feuer abgewandte Seite signifikant reduziert wird, wodurch das Risiko von Verbrennungen oder der Entzündung von Materialien auf dieser Seite minimiert wird.
Die Klassifizierung erfolgt ebenfalls in Minutenangaben wie F30, F60 oder F90, wobei die Zahl die Dauer in Minuten angibt, während der die Verglasung ihre feuerbeständige Funktion erfüllt. Beispielsweise bedeutet F60, dass das Brandschutzfenster mindestens 60 Minuten lang sowohl flammendicht als auch wärmedämmend wirkt.
Brandschutzverglasungen der Klasse F sind besonders in Bereichen erforderlich, in denen ein hoher Personenschutz gewährleistet sein muss oder wertvolle Sachgüter geschützt werden sollen. Durch die Begrenzung der Wärmestrahlung können Personen im Brandfall sicher evakuiert werden, ohne der gefährlichen Hitze ausgesetzt zu sein.
Die rechtlichen Grundlagen für Feuerwiderstandsklassen F sind in Normen wie der DIN 4102 und der DIN EN 13501-2 festgelegt. Diese Normen definieren die Anforderungen und Prüfverfahren für feuerbeständige Bauteile. Bei der Gebäudeplanung ist es entscheidend, die spezifischen Brandschutzanforderungen zu berücksichtigen und die geeignete Feuerwiderstandsklasse entsprechend der Nutzung und Gefährdung auszuwählen.

## Sonderbauformen
Eine Besonderheit stellt die Anforderung an Lüftungsflügel oder Reinigungsflügel in Brandschutzwänden dar.
Öffenbare Brandschutzverglasungen sind mit einem aufgesetzten Schließer, einem integrierten oder einer Kombination Schließer mit Rauchmelder ausgestattet. Letzteres kann mit einer Brandmeldezentrale verbunden werden. So ist der Verschluss des Fensters und der damit verbundene Brandschutz gewährleistet.
Die Nutzung als zweiter Rettungsweg ist eine weitere Nutzung der Öffnung eines Flügels in einer Brandschutzwand.